# Chey
Chey és un municipi francès situat al departament de Deux-Sèvres i a la regió de la Nova Aquitània. L'any 2007 tenia 628 habitants.

## Demografia

### Població
El 2007 la població de fet de Chey era de 628 persones. Hi havia 253 famílies de les quals 62 eren unipersonals (37 homes vivint sols i 25 dones vivint soles), 91 parelles sense fills, 79 parelles amb fills i 21 famílies monoparentals amb fills.
La població ha evolucionat segons el següent gràfic:
Habitants censats

### Habitatges
El 2007 hi havia 295 habitatges, 254 eren l'habitatge principal de la família, 23 eren segones residències i 18 estaven desocupats. 285 eren cases i 4 eren apartaments. Dels 254 habitatges principals, 198 estaven ocupats pels seus propietaris, 47 estaven llogats i ocupats pels llogaters i 9 estaven cedits a títol gratuït; 5 tenien una cambra, 5 en tenien dues, 40 en tenien tres, 62 en tenien quatre i 141 en tenien cinc o més. 213 habitatges disposaven pel capbaix d'una plaça de pàrquing. A 132 habitatges hi havia un automòbil i a 105 n'hi havia dos o més.

### Piràmide de població
La piràmide de població per edats i sexe el 2009 era:
| Homes | Edats   | Dones |
| ----- | ------- | ----- |
| 0     | 95 o +  | 0     |
| 0     | 90 a 94 | 0     |
| 8     | 85 a 89 | 0     |
| 0     | 80 a 84 | 4     |
| 28    | 75 a 79 | 32    |
| 12    | 70 a 74 | 24    |
| 16    | 65 a 69 | 16    |
| 16    | 60 a 64 | 8     |
| 12    | 55 a 59 | 20    |
| 24    | 50 a 54 | 16    |
| 28    | 45 a 49 | 32    |
| 12    | 40 a 44 | 12    |
| 32    | 35 a 39 | 28    |
| 8     | 30 a 34 | 12    |
| 8     | 25 a 29 | 16    |
| 12    | 20 a 24 | 12    |
| 8     | 15 a 19 | 16    |
| 24    | 10 a 14 | 20    |
| 24    | 5 a 9   | 28    |
| 8     | 0 a 4   | 12    |

## Economia
El 2007 la població en edat de treballar era de 364 persones, 270 eren actives i 94 eren inactives. De les 270 persones actives 241 estaven ocupades (135 homes i 106 dones) i 31 estaven aturades (15 homes i 16 dones). De les 94 persones inactives 40 estaven jubilades, 25 estaven estudiant i 29 estaven classificades com a «altres inactius».

### Ingressos
El 2009 a Chey hi havia 251 unitats fiscals que integraven 605 persones, la mediana anual d'ingressos fiscals per persona era de 14.207 €.

### Activitats econòmiques
Dels 24 establiments que hi havia el 2007, 1 era d'una empresa alimentària, 11 d'empreses de construcció, 5 d'empreses de comerç i reparació d'automòbils, 1 d'una empresa d'hostatgeria i restauració, 2 d'empreses immobiliàries, 2 d'empreses de serveis i 2 d'empreses classificades com a «altres activitats de serveis».
Dels 16 establiments de servei als particulars que hi havia el 2009, 2 eren tallers de reparació d'automòbils i de material agrícola, 2 paletes, 4 guixaires pintors, 3 fusteries, 1 lampisteria, 1 electricista, 1 perruqueria, 1 restaurant i 1 agència immobiliària.
Dels 2 establiments comercials que hi havia el 2009, 1 era una botiga de menys de 120 m² i 1 una fleca.
L'any 2000 a Chey hi havia 29 explotacions agrícoles que ocupaven un total de 1.691 hectàrees.

## Equipaments sanitaris i escolars
El 2009 hi havia una escola elemental integrada dins d'un grup escolar amb les comunes properes formant una escola dispersa.

## Poblacions més properes
El següent diagrama mostra les poblacions més properes.